# Laura Fa
Laura Fa Campo (Badalona, Barcelona, 1 de septiembre de 1974) es una periodista y colaboradora de televisión española.

## Biografía
Laura Fa es licenciada en Historia y Periodismo. Comenzó su carrera profesional en Ràdio Ciutat Badalona, la cadena de radio de su ciudad natal. 
Su primer trabajo importante fue en la televisión catalana 8tv con el programa Arucitys, siendo una de sus colaboradoras más importantes y reconocidas desde 2010 hasta su final en 2018. Aunque su última etapa sería agridulce, ya que tras su fichaje por Telecinco y el empeoramiento en la relación con los responsables del programa catalán, su tiempo en pantalla del programa se verá reducido notablemente.
Su salto a la televisión nacional y al público mayoritario fue gracias a participar en programas de Mediaset España. Primero fue colaboradora en Cazamariposas de Divinity y más tarde, en 2016, participa en el reality organizado por Sálvame (Telecinco) Sálvame Snow Week, que pretendía seleccionar a los siguientes colaboradores del espacio diario tras las bajas de Raquel Bollo, Rosa Benito y la paternidad de Kiko Hernández. Tras ganar, consigue una silla de colaboradora en el programa hasta el final de este, participando también en sus derivados: cocinando junto a Lydia Lozano en La última cena, desfilando en Sálvame Fashion Week y cantando en el Sálvame Mediafest.
Como consecuencia de su entrada en Sálvame, crece su popularidad y le surgen nuevas oportunidades profesionales empezando a colaborar en múltiples programas de TV3, Catalunya Radio, RAC1, y TVE de Cataluña. 
En 2021, participa en varios de los programas debate de Rocío, contar la verdad para seguir viva de Telecinco y augmenta su presencia en otros programas, gracias a su perspectiva de género, su conocimiento en el tema y la manera de defenderlo.
Tras una primera experiencia con el podcast A todo corazón en Revista Lecturas junto a Lorena Vázquez; en 2022, ambas se trasladan a El Periódico de Catalunya con un nuevo proyecto rebautizado Mamarazzis con el que conseguirán más popularidad y repercusión gracias a exclusivas como por ejemplo la separación de Shakira y Gerard Piqué.
En 2023, publica su primer libro titulado Els Pecats De La Xona junto a su amiga Marta Pontnou (asesora de imagen y colaboradora de TV).
En marzo de 2023, el Ayuntamiento de Badalona confirmó que Laura será la pregonera de les Festes de Maig, nombre por el que se conocen a las fiestas populares de la ciudad catalana. El pregón se celebró el 5 de mayo de 2023 en la Plaça de la Vila. Ese mismo día se publicó el final de Sálvame.
Tras el despido de Telecinco y meses de incertidumbre, en septiembre de 2023 empieza a colaborar en la sección de corazón de Espejo Público.
Durante febrero de 2025 publica su segundo libro La xona d'or. Escrito de nuevo junto a Pontnou.
En 2025 ficha por el programa Cafè d'idees de Gemma Nierga junto a su compañera de Mamarazzis, Lorena Vázquez. 
En abril de 2025 ficha como colaboradora en La familia de la tele de La 1, abandonado Espejo Público. Desgraciadamente, el programa finaliza en junio del mismo año.

## Trayectoria

### Programas de televisión
| Año           | Programa                                 | Cadena        | Notas        |
| ------------- | ---------------------------------------- | ------------- | ------------ |
| 2010-2018     | Arucitys                                 | 8TV           | Colaboradora |
| 2013-2014     | Abre los ojos y mira                     | Telecinco     | Colaboradora |
| 2014-2020     | Cazamariposas                            | Divinity      | Colaboradora |
| 2016-2023     | Sálvame                                  | Telecinco     | Colaboradora |
| 2017          | Tarda oberta                             | TV3           | Colaboradora |
| 2020-2021     | La nova normalitat                       | Teve.cat      | Colaboradora |
| 2020-2022     | Obrim fil                                | TVE Catalunya | Colaboradora |
| 2020-2022     | Tot es mou                               | TV3           | Colaboradora |
| 2021          | Rocío, contar la verdad para seguir viva | Telecinco     | Colaboradora |
| 2021          | En línia                                 | TVE Catalunya | Colaboradora |
| 2021          | PAM!                                     | 8TV           | Colaboradora |
| 2022          | ¿Quién es mi padre?                      | Telecinco     | Colaboradora |
| 2022          | Viernes Deluxe                           | Telecinco     | Colaboradora |
| 2022-2024     | Planta Baixa                             | TV3           | Colaboradora |
| 2023-2025     | Espejo público                           | Antena 3      | Colaboradora |
| 2025-presente | Cafè d'idees                             | La 2          | Colaboradora |
| 2025          | La familia de la tele                    | La 1          | Colaboradora |

Como participante
| Año  | Título               | Cadena    | Notas                         |
| ---- | -------------------- | --------- | ----------------------------- |
| 2016 | Sálvame Snow Week    | Telecinco | Concursante Ganadora          |
| 2021 | La última cena       | Telecinco | Participante. 3.era finalista |
| 2022 | Sálvame Fashion Week | Telecinco | Participante                  |
| 2022 | Sálvame Mediafest    | Telecinco | Participante                  |

### Programas de radio
| Año           | Programa                   | Cadena                    | Notas                               |
| ------------- | -------------------------- | ------------------------- | ----------------------------------- |
| 2019-presente | El Vermut de Llucià Ferrer | Ràdio Flaixbac            | Colaboradora                        |
| 2019-presente | Vostè primer               | RAC1                      | Colaboradora                        |
| 2020-2021     | A todo corazón             | Revista Lecturas          | Presentadora junto a Lorena Vázquez |
| 2021-presente | Versió RAC1                | RAC1                      | Colaboradora                        |
| 2022-presente | Mamarazzis                 | El Periódico de Catalunya | Presentadora junto a Lorena Vázquez |

### Series de televisión
| Año  | Programa | Cadena              | Personaje                  | Episodios  |
| ---- | -------- | ------------------- | -------------------------- | ---------- |
| 2020 | Veneno   | Atresplayer Premium | Colaboradora de televisión | 1 episodio |

### Libros
| Año  | Título                                                           | Editorial       | Autoría                  |
| ---- | ---------------------------------------------------------------- | --------------- | ------------------------ |
| 2023 | Els pecats de la xona i tot allò que la Moreneta ens perdona     | Rosa dels vents | Laura Fa i Marta Pontnou |
| 2025 | La xona d'or: consellets per ser una catalana de traca i mocador | Rosa dels vents | Laura Fa i Marta Pontnou |